# Tomasz Radzinski
Tomasz Radzinski (ur. 14 grudnia 1973 w Inowrocławiu) – polski piłkarz reprezentujący Kanadę, występujący na pozycji napastnika.

## Kariera klubowa
Treningi rozpoczął w klubie Cuiavia Inowrocław w 1984. W 1988 wyemigrował do Niemiec Zachodnich, gdzie kontynuował karierę w zespole VfL Osnabrück. W 1990 wyjechał do Kanady. Został tam graczem ekipy North York Rockets z CSL. W 1994 odszedł do St. Catharines Wolves. W tym samym roku trafił do belgijskiego Germinal Ekeren. W 1995 dotarł z nim do finału Pucharu Belgii, jednak Germinal uległ tam zespołowi Club Brugge, ale w 1997 zwyciężył z nim w tych rozgrywkach.
W 1998 został wybrany na Kanadyjskiego Piłkarza Roku. W tym samym roku odszedł do Anderlechtu. W 2000 i w 2001 zdobył z klubem mistrzostwo Belgii oraz Superpuchar Belgii. W 2001 został również królem strzelców Eerste klasse. W tym samym roku podpisał kontrakt z angielskim Evertonem. W Premier League zadebiutował 15 września 2001 w przegranym 1:3 spotkaniu z Liverpoolem. 29 września 2001 w wygranym 5:0 pojedynku z West Hamem strzelił pierwszego gola w Premier League. W Evertonie spędził 3 lata.
W 2004 przeniósł się do innego zespołu Premier League, Fulham. Pierwszy ligowy mecz zaliczył tam 14 sierpnia 2004 przeciwko Manchesterowi City (1:1). Po 3 latach odszedł do greckiej Skody Xanthi. W greckiej ekstraklasie zadebiutował 22 września 2007 w wygranym 2:0 spotkaniu z Asteras Tripolis. W Skodzie spędził rok.
W 2008 wrócił do Belgii, gdzie został graczem zespołu Lierse z Tweede klasse. W 2010 awansował z nim do Eerste klasse.

## Kariera reprezentacyjna
W reprezentacji Kanady zadebiutował 4 czerwca 1995 w przegranym 1:3 towarzyskim meczu z Turcją. W 1996 został powołany do kadry na Złoty Puchar CONCACAF. Zagrał na nich we wszystkich spotkaniach swojej drużyny, z Hondurasem (3:1) oraz Brazylią (1:4). W pojedynku z Brazylią strzelił także gola, który był jego pierwszym w kadrze narodowej.